# Сінді Лопер
Сінді Лопер (англ. Cynthia Ann Stephanie «Cyndi» Lauper, нар. 22 червня 1953, Нью-Йорк, США) — американська співачка, авторка пісень, актриса та активістка ЛГБТ.
Лопер є поп-іконою та однією з лише 20 артистів, які досягли статусу EGOT (вигравши нагороди премій Еммі, Греммі, Оскар, Тоні). Крім того, вона має нагороди New York's Outer Critics Circle, MTV VMA, Billboard та AMA.

## Творчість
Її кар'єра охоплює понад 30 років; її дебютний соло-альбом «She's So Unusual» (1983) став першим дебютним жіночим альбомом, 4 пісні з якого потрапили до Топ-5 Billboard Hot 100 — «Girls Just Want to Have Fun», «Time After Time», «She Bop» та «All Through the Night». За цей альбом Сінді Лопер отримала нагороду «Найкращий новий артист» на 27-й церемонії Греммі 1985 року. Її успіх продовжився саундтреком до фільму «Бовдури» та другим альбомом «True Colors» (1986), з якого титульна пісня досягла першого місця в чартах, а «Change of Heart» — третього.
Since 1989, Lauper has released nine studio albums and participated in many other projects. Her most recent album, Memphis Blues, became Billboard's most successful blues album of the year, remaining at #1 on the Billboard Blues Albums chart for 13 consecutive weeks.
Її відеокліп на пісню «Girls Just Wanna Have Fun» виграв першу премію VMA за «Найкраще жіноче відео» 1984 року. Цей музичний відеокліп визнаний MTV, VH1 та «Rolling Stone» як один з найкращих в історії відеокліпів. Вона також представлена у виставці «Women Who Rock» музею Зали слави рок-н-ролу. Її дебютний альбом включений до Список 500 найкращих альбомів усіх часів за версією журналу «Rolling Stone», а пісня «Time After Time»' включена до переліку VH1 «100 найкращих пісень за останні 25 років», а також VH1 включило її за № 58 до переліку «100 найкращих жінок рок-н-ролу». Загальна кількість проданих копій її альбомів перевищила 50 мільйонів, а синглів — 20 мільйонів. 2015 року Лопер була включена до Зали слави піснярів.
Сінді Лопер також написала партитуру для бродвейського мюзиклу «Чумові боти» (англ. Kinky Boots), тексти до якого створив Гарві Фірштайн (англ. Harvey Fierstein). Мюзикл заснований на незалежному фільмі 2006 року «Чумові боти», який своєю чергою був створений за реальними подіями. Мюзикл відкрився в Чикаго у жовтні 2012 та на Бродвеї у квітні 2013. У травні 2013 року Лопер отримала нагороду за найкращу партитуру на 63-й церемонії «Outer Critics Circle Awards». А наступного місяця мюзикл домінував на 67-й церемонії театральної премії Тоні, де він отримав 13 номінацій, у тому числі 6 перемог, серед яких були нагорода за найкращий мюзикл та за найкращого актора у мюзиклі. Сама Лопер отримала нагороду за найкращу оригінальну партитуру і стала першою жінкою, яка самостійно виграла в цій категорії, як власне і першою жінкою в історії, яка самостійно виграла категорію за композиторство. Крім того, вона стала першим артистом за більш ніж 25 років, чия бродвейська мелодія очолила танцювальні чарти. У 2014 році запис мюзиклу також отримав Греммі за найкращий альбом музичного театру.
Лопер також з'явилась у найпершій Реслманії WWE, де була менеджеркою Венді Ріхтер, яка стала чемпіонкою жіночого чемпіонату WWF 1985 року
Сінді Лопер також широко відома своєю гуманітарною діяльністю, зокрема піснями, концертними турами, підтримкою законодавчих актів та благодійних організацій з захисту ЛГБТ-спільноти та їх прав. Її зусилля були відзначені 2013 року, коли вона була запрошена як особлива гостя на другу інавгурацію президента США Барака Обами.

## Сольні альбоми
- «She's So Unusual» (1983)
- «True Colors» (1986)
- «A Night to Remember» (1989)
- «Hat Full of Stars» (1993)
- «Sisters of Avalon» (1996)
- «Merry Christmas… Have a Nice Life» (1998)
- «At Last» (2003)
- «Shine» (2004)
- «Bring Ya to the Brink» (2008)
- «Memphis Blues» (2010)
- «Detour» (2016)

## Фільмографія
| Рік       |    | Українська назва                       | Оригінальна назва                               | Роль                   |
| --------- | -- | -------------------------------------- | ----------------------------------------------- | ---------------------- |
| 1984      | ф  |                                        | Prime Cuts                                      | камео                  |
| 1985      | ф  | Бовдури                                | The Goonies                                     | камео                  |
| 1988      | ф  | Таємниця золотих пірамід               | Vibes                                           | Сильвія Пікель         |
| 1989      | мс | Супершоу супербратів Маріо             | The Super Mario Bros. Super Show!               | сама себе              |
| 1990      | тф | Рок-казки Матінки Гуски                | Mother Goose Rock 'n' Rhyme                     | Мері                   |
| 1990      | тф | «Стіна» в Берліні                      | The Wall – Live in Berlin                       | юна Пінк               |
| 1991      | ф  | На старт, пішли                        | Off and Running                                 | Сид Морс               |
| 1993      | ф  | Терміново потрібна зірка               | Life with Mikey                                 | Джина Бріганті         |
| 1993—1999 | с  | У захваті від тебе                     | Mad About You                                   | Маріанна Лугассо       |
| 1994      | ф  | Місіс Паркер та порочне коло           | Mrs. Parker and the Vicious Circle              | гостя на пікніку       |
| 1996      | в  |                                        | Sesame Street Elmocize                          | Твайла                 |
| 1999      | ф  | Відступники                            | The Opportunists                                | Саллі Магон            |
| 1999      | мс | Казкові історії для всіх дітей         | Happily Ever After: Fairy Tales for Every Child | Підж                   |
| 1999      | мс | Сімпсони                               | The Simpsons                                    | сама себе              |
| 2004      | мс | Герої Гігглітауна                      | Higglytown Heroes                               | Герой-оператор         |
| 2005      | с  | Така Рейвен                            | That's So Raven                                 | міс Петуто             |
| 2005      | с  | Близькі друзі                          | Queer as Folk                                   | сама себе              |
| 2005      | ф  | Голі брати                             | The Naked Brothers Band: The Movie              | камео                  |
| 2006      | с  | Вершина популярності                   | Top of the Pops                                 | співведуча             |
| 2006      | мс | Фантазери                              | The Backyardigans                               | сама себе              |
| 2008      | с  | Кеті Ґріффін: Моє життя за списком «D» | Kathy Griffin: My Life on the D-List            | сама себе              |
| 2008      | с  | Пліткарка                              | Gossip Girl                                     | сама себе              |
| 2009      | ф  | Тут і там                              | Here and There                                  | Роуз                   |
| 2009      | с  | 30 потрясінь                           | 30 Rock                                         | сама себе              |
| 2009—2017 | с  | Кістки                                 | Bones                                           | Авалон Гармонія        |
| 2011      | ф  | Брудне кіно                            | National Lampoon's Dirty Movie                  | мати маленького Джонні |
| 2012      | мс | Бургери Боба                           | Bob's Burgers                                   | виконавиця             |
| 2012      | с  | Щасливо розлучені                      | Happily Divorced                                | Кікі Каппельмастер     |
| 2014      | ф  | Генрі і я                              | Henry & Me                                      | медсестра Сінді        |
| 2018      | с  | Магнум, приватний детектив             | Magnum P.I.                                     | Ванесса Неро           |
| 2020      | с  | Юний Шелдон                            | Young Sheldon                                   | сама себе              |
| 2020      | мс | Гуппі та Бульбашки                     | Bubble Guppies                                  | міс Ґу Ґу              |
| 2023      | с  | Жахи Долорес Роуч                      | The Horror of Dolores Roach                     | Руті                   |

## Нагороди та номінації

### Греммі
Сінді Лопер мала 15 номінацій на нагороду Греммі за співочу творчість та отримала дві статуетки:
| Рік  | Номіновано                    | Нагорода                                                     | Результат |
| ---- | ----------------------------- | ------------------------------------------------------------ | --------- |
| 1985 | Сінді Лопер                   | Найкращий новий артист                                       | Перемога  |
| 1985 | «She's So Unusual»            | Альбом року                                                  | Номінація |
| 1985 | «Time After Time»             | Пісня року                                                   | Номінація |
| 1985 | «Girls Just Want to Have Fun» | Запис року                                                   | Номінація |
| 1985 | «Girls Just Want to Have Fun» | Найкраще жіноче поп-виконання                                | Номінація |
| 1986 | «What a Thrill»               | Найкраще жіноче рок-виконання                                | Номінація |
| 1987 | «True Colors»                 | Найкраще жіноче поп-виконання                                | Номінація |
| 1987 | «911»                         | Найкраще жіноче рок-виконання                                | Номінація |
| 1988 | «Cyndi Lauper in Paris»       | Найкращий запис концерту                                     | Номінація |
| 1990 | «I Drove All Night»           | Найкраще жіноче рок-виконання                                | Номінація |
| 1999 | «Disco Inferno»               | Найкращий танцювальний запис                                 | Номінація |
| 2005 | «Unchained Melody»            | Найкраще інструментальне аранжування, що акомпонує вокалісту | Номінація |
| 2009 | «Bring Ya to the Brink»       | Найкращий електронний/танцювальний альбом                    | Номінація |
| 2011 | «Memphis Blues»               | Найкращий альбом традиційного блюзу                          | Номінація |
| 2014 | «Чумові боти»                 | Найкращий альбом музичного театру                            | Перемога  |

Примітки до таблиці:
- альбом «She's So Unusual» виграв Греммі за найкращу обкладинку (нагороду отримала артдиректор Джанет Перр);
- Сінді Лопер була одним з голосів у синглі «We Are the World», який виграв 4 Греммі, але жоден з них не дістався Лопер;
- Сінді отримала номінацію на Греммі у категорії «найкраще інструментальне аранжування, яке акомпанує вокалісту», як одна з трьох аранжувальників поруч зі Стівом Габурі та Доном Себескі.

### Нагороди Тоні
Сінді Лопер була першою жінкою, яка отримала премію Тоні (вручається за досягнення у театрі на Бродвеї) за найкращу партитуру, написану самостійно
| Рік  | Постановка                               | Категорія                      | Результат |
| ---- | ---------------------------------------- | ------------------------------ | --------- |
| 2013 | мюзикл «Чумові боти» (англ. Kinky Boots) | Найкраща оригінальна партитура | Перемога  |

### Нагороди Еммі
Лопер також мала номінації на телевізійну премію Еммі:
| Рік  | Постановка      | Категорія                                         | Результат |
| ---- | --------------- | ------------------------------------------------- | --------- |
| 1994 | «Mad About You» | Найкраща епізодична актриса у комедійному серіалі | Номінація |
| 1995 | «Mad About You» | Найкраща епізодична актриса у комедійному серіалі | Перемога  |

### MTV Video Music Award
MTV Video Music Awards були засновані 1984 року MTV для нагороди найкращих музичних відеокліпів року. Творчість Сінді Лопер отримала 14 номінацій на цю премію, у тому числі одну перемогу — вона виграла премію за «Найкраще жіноче відео» у перший рік існування премії за «Girls Just Wanna Have Fun».

### Інші визнання
| Рік  | Ким             | Список                                   | Праця                         | Місце |
| ---- | --------------- | ---------------------------------------- | ----------------------------- | ----- |
| 1993 | «Rolling Stone» | Топ-100 музичних відеокліпів             | «Girls Just Want to Have Fun» | 22    |
| 1999 | VH1             | 100 найвидатніших жінок рок-н-роллу      | Сінді Лопер                   | 58    |
| 1999 | MTV             | 100 найкращих відеокліпів всіх часів     | «Girls Just Want to Have Fun» | 39    |
| 1999 | «Rolling Stone» | 100 найкращих альбомів 80-х              | «She's So Unusual»            | 75    |
| 2000 | «Rolling Stone» | 100 найкращих поп-пісень                 | «Time After Time»             | 66    |
| 2000 | MTV             | 100 найкращих поп-пісень                 | «Time After Time»             | 66    |
| 2001 | VH1             | 100 найкращих відеокліпів                | «Girls Just Want to Have Fun» | 45    |
| 2002 | «Rolling Stone» | 50 важливих альбомів «жінок-рокерів»     | «She's So Unusual»            | 41    |
| 2003 | VH1             | 100 найкращих пісень за останні 25 років | «Time After Time»             | 22    |
| 2003 | «Rolling Stone» | Список 500 найкращих альбомів усіх часів | «She's So Unusual»            | 494   |
| 2006 | VH1             | 100 найкращих пісень 80-х                | «Time After Time»             | 19    |
| 2006 | VH1             | 100 найкращих пісень 80-х                | «Girls Just Want to Have Fun» | 23    |